# دي جي بيري
دي جي بيري (بالإنجليزية: DJ Perry)‏ هو ملحن وكاتب سيناريو ومصور سينمائي ومنتج أفلام وممثل أمريكي، ولد في 23 يونيو 1970 في لانسنغ في الولايات المتحدة.

## وصلات خارجية
- دي جي بيري على موقع IMDb (الإنجليزية)
- دي جي بيري على موقع ألو سيني (الفرنسية)
- دي جي بيري على موقع أول موفي (الإنجليزية)
- دي جي بيري على موقع قاعدة بيانات الفيلم (الإنجليزية)
- دي جي بيري على موقع كينوبويسك (الروسية)